# Atletica leggera ai Giochi della XXIV Olimpiade - Eptathlon

Video della gara (quinta, sesta e settima prova della Joyner)

Video della gara (gli 800 metri)

L'eptathlon ha fatto parte del programma femminile di atletica leggera ai Giochi della XXIV Olimpiade. La competizione si è svolta nei giorni 23 e 24 settembre 1988 allo Stadio olimpico di Seul.

## Presenze ed assenze delle campionesse in carica
| Competizione        | Atleta        | Prestazione | Seul 1988 |
| ------------------- | ------------- | ----------- | --------- |
| Olimpiadi 1984      | Glynis Nunn   | 6 390 p.    | Rit. 1984 |
| Commonwealth 1986   | Judy Simpson  | 6 282 p.    | Presente  |
| Goodwill Games 1986 | Jackie Joyner | 7 148 p.    | Presente  |
| Europei 1986        | Anke Behmer   | 6 717 p.    | Presente  |
| Panamericani 1987   | Cindy Greiner | 6 184 p.    | Presente  |
| Mondiali 1987       | Jackie Joyner | 7 128 p.    | Presente  |

Il 17 luglio 1988 alle selezioni nazionali (Trials) Jackie Joyner stabilsce il nuovo record del mondo con 7 215 punti.

## La gara
Jackie Joyner conclude la prima giornata in testa, ma con un ritardo di oltre 100 punti sul record che aveva ottenuto ai Trials di Indianapolis. Nella seconda giornata l'americana si scatena, prima grazie al salto in lungo (7,27 metri), poi concludendo con un'ottima prova sugli 800 m, dove migliora il personale di ben 12 secondi (2'08"51). I suoi sforzi sono ripagati con il nuovo record mondiale.

## Risultati

### Turni eliminatori
| 4Batterie | 23 settembre | 32 iscritte    | Si svolgono le gare dei m. 100 hs, salto in alto, getto del peso, m. 200 piani                |
| 4Batterie | 24 settembre | 26 concorrenti | La seconda giornata si svolgono le gare: salto in lungo, lancio del giavellotto, m. 800 piani |

## Finale
| Record mondiale      | Jackie Joyner-Kersee | 7 215 p. | Indianapolis | 16 luglio 1988 |
| Record olimpico      | Glynis Nunn          | 6 390 p. | Los Angeles  | 4 agosto 1984  |
| Capolista stagionale | Jackie Joyner-Kersee | 7 215 p. | Indianapolis | 16 luglio 1988 |

Venerdì/Sabato 23-24 settembre 1988, Stadio olimpico di Seul.

### Tutte le prove
- Il punteggio più alto ottenuto in ciascuna prova.

| Pos.    | Atleta                | Nazione            | Totale  | Prove             | 100h       | Alto        | Peso        | 200m       | Lungo       | Giavell.    | 800m         |
| ------- | --------------------- | ------------------ | ------- | ----------------- | ---------- | ----------- | ----------- | ---------- | ----------- | ----------- | ------------ |
| Oro     | Jackie Joyner-Kersee  | Stati Uniti        | 7291 p. | Punti Prestazione | 1172 12"69 | 1054 1,86 m | 915 15,80 m | 1123 22"56 | 1264 7,27 m | 776 45,66 m | 987 2'08"51  |
| Argento | Sabine John           | Germania Est       | 6897 p. | Punti Prestazione | 1147 12"85 | 978 1,80 m  | 943 16,23 m | 1015 23"65 | 1076 6,71 m | 716 42,56 m | 1022 2'06"14 |
| Bronzo  | Anke Behmer           | Germania Est       | 6858 p. | Punti Prestazione | 1094 13"20 | 1016 1,83 m | 807 14,20 m | 1069 23"10 | 1066 6,68 m | 755 44,54 m | 1051 2'04"20 |
| 4       | Natalja Šubenkova     | Unione Sovietica   | 6540 p. | Punti Prestazione | 1049 13"51 | 903 1,74 m  | 845 14,76 m | 987 23"93  | 949 6,32 m  | 811 47,46 m | 996 2'07"90  |
| 5       | Remigia Sablovskaite  | Unione Sovietica   | 6456 p. | Punti Prestazione | 1034 13"61 | 978 1,80 m  | 876 15,23 m | 988 23"92  | 927 6,25 m  | 721 42,78 m | 932 2'12"24  |
| 6       | Ines Schulz           | Germania Est       | 6411 p. | Punti Prestazione | 1014 13"75 | 1016 1,83 m | 761 13,50 m | 919 24"65  | 953 6,33 m  | 721 42,82 m | 1027 2'05"79 |
| 7       | Jane Flemming         | Australia          | 6351 p. | Punti Prestazione | 1068 13"38 | 978 1,80 m  | 719 12,88 m | 1020 23"59 | 965 6,37 m  | 673 40,28 m | 928 2'12"54  |
| 8       | Cindy Greiner         | Stati Uniti        | 6297 p. | Punti Prestazione | 1043 13"55 | 978 1,80 m  | 803 14,13 m | 935 24"48  | 997 6,47 m  | 629 38,00 m | 912 2'13"65  |
| 9       | Zuzana Lajbnerova     | Cecoslovacchia     | 6252 p. | Punti Prestazione | 1031 13"63 | 1016 1,83 m | 813 14,28 m | 900 24"86  | 883 6,11 m  | 731 43,30 m | 878 2'16"05  |
| 10      | Svetlana Buraga       | Unione Sovietica   | 6232 p. | Punti Prestazione | 1087 13"25 | 941 1,77 m  | 702 12,62 m | 1020 23"59 | 937 6,28 m  | 649 39,06 m | 896 2'14"74  |
| 11      | Marjon Wijnsma        | Paesi Bassi        | 6205 p. | Punti Prestazione | 1014 13"75 | 1054 1,86 m | 728 13,01 m | 884 25"03  | 956 6,34 m  | 626 37,86 m | 943 2'11"49  |
| 12      | Svetla Dimitrova      | Bulgaria           | 6171 p. | Punti Prestazione | 1089 13"24 | 978 1,80 m  | 662 12,02 m | 1030 23"49 | 908 6,19 m  | 622 37,67 m | 882 2'15"73  |
| 13      | Corinne Schneider     | Svizzera           | 6157 p. | Punti Prestazione | 1000 13"85 | 1054 1,86 m | 633 11,58 m | 897 24"87  | 865 6,05 m  | 812 47,50 m | 894 2'14"93  |
| 14      | Sabine Braun          | Germania Ovest     | 6109 p. | Punti Prestazione | 1020 13"71 | 1016 1,83 m | 738 13,16 m | 907 24"78  | 887 6,12 m  | 755 44,58 m | 786 2'22"82  |
| 15      | Satu Ruotsalainen     | Finlandia          | 6101 p. | Punti Prestazione | 1008 13"79 | 978 1,80 m  | 682 12,32 m | 923 24"61  | 874 6,08 m  | 772 45,44 m | 864 2'17"06  |
| 16      | Yuping Dong           | Cina               | 6087 p. | Punti Prestazione | 988 13"93  | 1054 1,86 m | 808 14,21 m | 887 25"00  | 975 6,40 m  | 640 38,60 m | 735 2'26"67  |
| 17      | Kim Hagger            | Gran Bretagna      | 5975 p. | Punti Prestazione | 1055 13"47 | 978 1,80 m  | 711 12,75 m | 844 25"47  | 956 6,34 m  | 587 35,78 m | 844 2'18"48  |
| 18      | Wendy Brown           | Stati Uniti        | 5972 p. | Punti Prestazione | 968 14"07  | 1016 1,83 m | 707 12,69 m | 902 24"83  | 890 6,13 m  | 751 44,34 m | 738 2'26"43  |
| 19      | Joanne Mulliner       | Gran Bretagna      | 5746 p. | Punti Prestazione | 924 14"39  | 867 1,71 m  | 706 12,68 m | 894 24"92  | 880 6,10 m  | 624 37,76 m | 851 2'18"02  |
| 20      | Jacqueline Hautenauve | Belgio             | 5734 p. | Punti Prestazione | 973 14"04  | 941 1,77 m  | 649 11,81 m | 832 25"61  | 846 5,99 m  | 585 35,68 m | 908 2'13"90  |
| 21      | Ragne Kytola          | Finlandia          | 5686 p. | Punti Prestazione | 935 14"31  | 941 1,77 m  | 639 11,66 m | 824 25"69  | 774 5,75 m  | 657 39,48 m | 916 2'13"35  |
| 22      | Conceição Geremias    | Brasile            | 5508 p. | Punti Prestazione | 1084 14"23 | 867 1,71 m  | 724 12,95 m | 841 25"50  | 700 5,50 m  | 660 39,64 m | 770 2'24"02  |
| 23      | Hui-Ing Hsu           | Taipei cinese      | 5290 p. | Punti Prestazione | 862 14"85  | 830 1,68 m  | 529 10,00 m | 866 25"23  | 691 5,47 m  | 651 39,14 m | 861 2'17"30  |
| 24      | Jeong-Mi Ji           | Corea del Sud      | 5289 p. | Punti Prestazione | 905 14"53  | 867 1,71 m  | 584 10,83 m | 745 26"61  | 700 5,50 m  | 653 39,26 m | 835 2'19"17  |
| 25      | Iammogapí Launa       | Papua Nuova Guinea | 4566 p. | Punti Prestazione | 664 16"42  | 621 1,50 m  | 647 11,78 m | 783 26"16  | 527 4,88 m  | 790 46,38 m | 534 2'43"43  |
| 26      | Sainiana Tukana       | Figi               | 2560 p. | Punti Prestazione | 764 15"60  | nm          | 439 8,61 m  | 765 26"37  | 592 5,12 m  | nm          | dns          |
| 27      | Sabine Everts         | Germania Ovest     | 2513 p. | Punti Prestazione | 1015 13"74 | 867 1,71 m  | 631 11,54 m | dns        | dns         | dns         | dns          |
| 28      | Chantal Beaugeant     | Francia            | 2315 p. | Punti Prestazione | 624 16"76  | 978 1,80 m  | 713 12,79 m | dns        | dns         | dns         | dns          |
| 29      | Judy Simpson          | Gran Bretagna      | 1951 p. | Punti Prestazione | 1010 13"78 | 941 1,77 m  | dns         | dns        | dns         | dns         | dns          |
| -       | Yasmina Azzizi        | Algeria            | dns     | Punti Prestazione | dns        | dns         | dns         | dns        | dns         | dns         | dns          |
| -       | Jantien Hidding       | Paesi Bassi        | dns     | Punti Prestazione | dns        | dns         | dns         | dns        | dns         | dns         | dns          |
| -       | Yvonne Hasler         | Liechtenstein      | dns     | Punti Prestazione | dns        | dns         | dns         | dns        | dns         | dns         | dns          |